# あすなろ号
あすなろ号（あすなろごう）は、岩手県盛岡市と青森県青森市を結ぶ高速バス路線である。

## 概要
高速バス「ヨーデル号」の好調を受け、1987年に岩手県北バス、岩手県交通、JR東日本バス（JRバス東北の前身）、弘南バス、秋北バスの5社共同運行として8往復が新設された。新設当初は国鉄盛岡局が盛岡駅の駅前ロータリーへの乗り入れを拒否したため、駅前ロータリー向かい側のバス停発着となった。
小坂IC供用開始に伴い、あすなろ号運行開始時に新設された小坂バス停を小坂PAより小坂高校前に移転。青森側の発着地を東青森まで延長するなど利便性を図ったが、岩手県交通、JRバス東北、秋北バスが撤退し、現在は4往復の運行となっている。
函館地区とのアクセスを考慮して青森港フェリーターミナルにて東日本フェリーの新型高速フェリー「ナッチャンRera」・「ナッチャンWorld」との接続を図っていたが、高速船「ナッチャン…」が2008年10月末を以って運航休止されたため、青森港フェリーターミナルへの乗り入れも中止されたが、2014年8月1日から、津軽海峡フェリーに接続するため、1往復のみではあるが、青森港フェリーターミナルへの乗り入れが再開した。

## 運行会社
- 岩手県北自動車
  - 盛岡南営業所が担当（岩手ナンバー）。
  - 続行便で貸切車が使用される場合、盛岡営業所が担当することがある。
  - 岩手県北バス担当便は青森到着後、しあわせプラザに隣接するバス駐車場まで回送される。2016年3月まではJRバス東北青森支店で休憩していた。

- 弘南バス
  - 青森営業所が担当（青森ナンバー）。

※ジェイアールバス東北は青森駅と盛岡駅の各JRバスきっぷうりばにおいて、乗車券販売を受託する。

### 過去の運行会社
- 岩手県交通 - 2005年3月31日の運行を以って撤退。
  - 都南営業所が担当（岩手ナンバー）。但し乗務員は盛岡地区各営業所の持ち回りであった。

- ジェイアールバス東北 - 2006年3月31日の運行を以って撤退。
  - 青森支店が担当（青森ナンバー）。

- 秋北バス - 2010年3月31日の運行を以って撤退。
  - 車両は自動車事業部（大館、秋田ナンバー）、乗務員は花輪営業所が担当。
  - 青森行の花輪で乗務員交代を行っていた。
  - 車両はみちのく号との共通運用で、休憩入庫先である岩手県北バス盛岡南営業所で、みちのく号とあすなろ号の車両を交換していた。

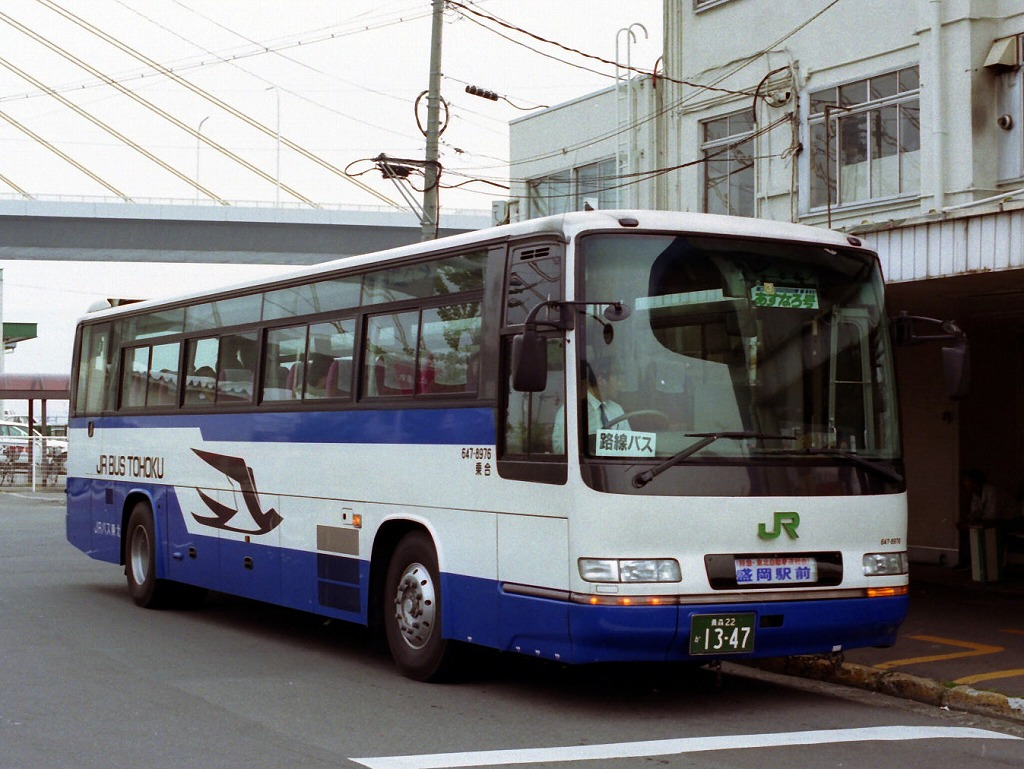
ジェイアールバス東北
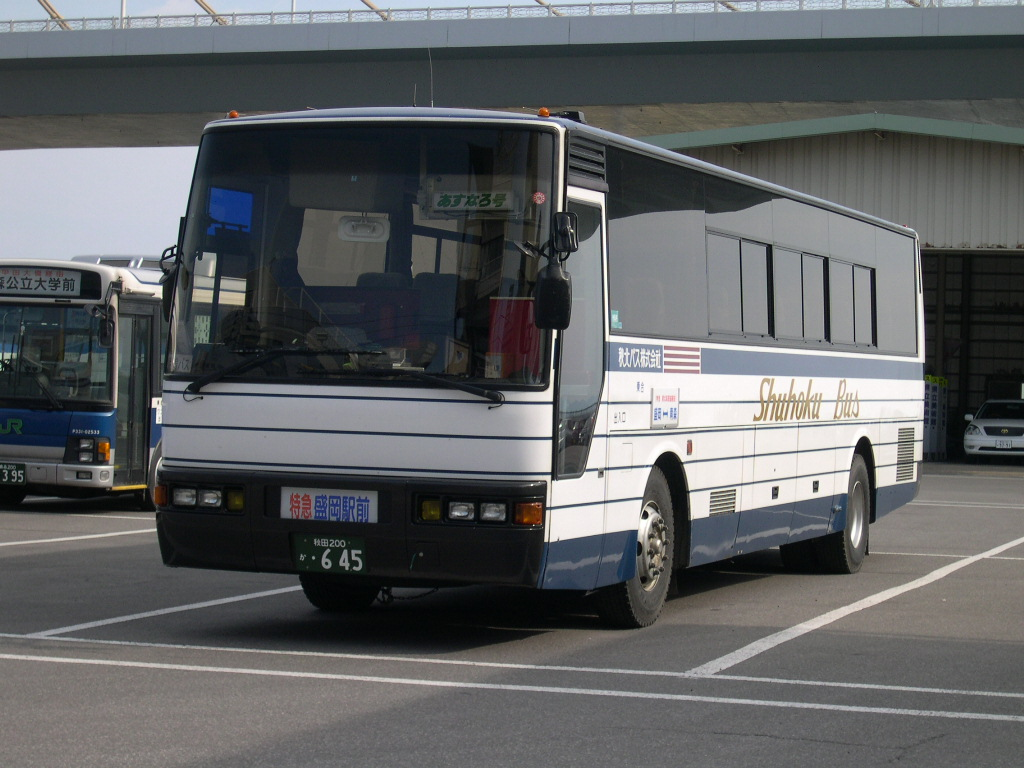
秋北バス
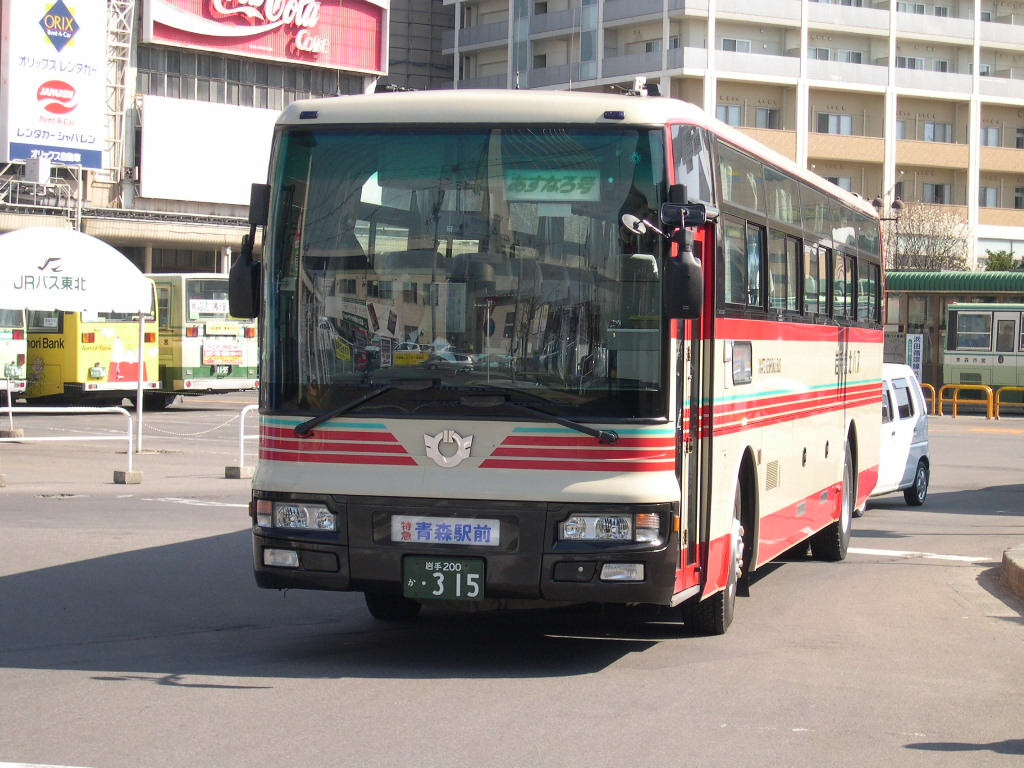
岩手県北バス

## 停車停留所
2014年8月1日現在。
凡例　○：乗車のみ取り扱い　●：降車のみ取り扱い　◎：乗降ともに取り扱い　↓↑：通過　◇◆：休憩
| 所在地 | 所在地 | 停留所名                 | あすなろ号  | あすなろ号  | 備 考                                            |
| 所在地 | 所在地 | 停留所名                 | 盛岡 ↓ 青森 | 盛岡 ↑ 青森 | 備 考                                            |
| ------ | ------ | ------------------------ | ----------- | ----------- | ------------------------------------------------ |
| 岩手県 | 盛岡市 | 盛岡駅西口               | ○           | ●           | 23番のりば発着                                   |
| 秋田県 | 鹿角市 | 花輪（花輪SA）           | ◎／◆        | ◎／◇        |                                                  |
| 秋田県 | 小坂町 | 小坂インター             | ◎           | ◎           |                                                  |
| 青森県 | 平川市 | 碇ヶ関（碇ヶ関IC）       | ◎           | ◎           |                                                  |
| 青森県 | 黒石市 | 牡丹平（黒石）           | ◎           | ◎           |                                                  |
| 青森県 | 青森市 | 羽黒平（浪岡）           | ◎           | ◎           |                                                  |
| 青森県 | 青森市 | 青森大野                 | ●           | ○           |                                                  |
| 青森県 | 青森市 | 柳町通り                 | ●           | ○           |                                                  |
| 青森県 | 青森市 | 新町二丁目               | ●           | ○           |                                                  |
| 青森県 | 青森市 | 青森駅前                 | ●           | ○           | 9番のりば発着                                    |
| 青森県 | 青森市 | 青森港フェリーターミナル | ●           | ○           | 盛岡函館きっぷ所持者のみ乗降可能 1往復のみの発着 |

## 運行回数
- 1日4往復（岩手県北バス2往復、弘南バス2往復）。

## 運賃
| 区 間         | 片道運賃 | 2回回数券 | 備 考 |
| ------------- | -------- | --------- | ----- |
| 花輪 - 盛岡   | 2,000円  | －        |       |
| 小坂 - 盛岡   | 2,500円  | 4,000円   |       |
| 碇ヶ関 - 盛岡 | 3,400円  | －        |       |
| 牡丹平 - 盛岡 | 3,400円  | －        |       |
| 羽黒平 - 盛岡 | 3,600円  | －        |       |
| 青森 - 盛岡   | 3,600円  | 6,000円   |       |

## 歴史
- 1987年（昭和62年）8月1日 - 路線新設[1]。1日8往復で運行開始[1]。
  - JR東日本バス・弘南バス・岩手県北バス各2往復、岩手県交通・秋北バス各1往復[1]。
  - 青森側の発着地は「観光物産館」[2]。
  - 運行開始当初は青森市内～羽黒平～牡丹平間での相互乗車は不可であった。
- 1988年（昭和63年）
  - 3月 - 回数券新設。
  - 4月1日 - JR東日本のバス部門子会社化により、JRバス東北に移管される。
  - 7月9日 - 青森側の発着地を「東青森」（弘南バス青森営業所）に延伸。青森市内に「新町二丁目」「市役所前」「合浦町」各バス停を新設。
- 1989年（平成元年） - 「碇ヶ関」バス停を新設。
- 1990年（平成2年） - 青森市内に「青森大野」バス停を新設。
- 1993年（平成5年）12月 - 小坂バス停を小坂PA内から小坂高校前に移設。
- 1994年（平成6年） - 青森市内に「柳町通り」「県立中央病院通り」各バス停を新設。
- 1995年（平成7年）12月1日 - 1日6往復（岩手県北バス2往復、JRバス東北・弘南バス・岩手県交通・秋北バス各1往復）に減便。
- 1998年（平成10年）12月8日 - 青森側の発着地を「青森駅前」に変更。これに伴い青森駅前～東青森間各バス停への停車を廃止。
- 2000年（平成12年）4月1日 - 盛岡駅の乗り場を西口バスターミナル（22番のりば）に変更。
- 2005年（平成17年）11月30日 - 岩手県交通が撤退。担当便は秋北バスが引き継ぎ（岩手県北バス・秋北バス各2往復、JRバス東北・弘南バス各1往復）。
- 2006年（平成18年）3月31日 - JRバス東北が盛岡と青森での乗車券販売を除き撤退。担当便は秋北バスが引き継ぎ（秋北バス3往復、岩手県北バス2往復、弘南バス1往復）。
- 2007年（平成19年）
  - 8月27日 - 「盛岡・函館きっぷ」の発売開始。
  - 9月1日 - 東日本フェリーの高速フェリー「ナッチャンRera」就航に伴い、2往復を青森港フェリーターミナルに延伸。
- 2008年（平成20年）
  - 7月26日 - 「ナッチャン盛岡・札幌きっぷ」の発売開始。
  - 10月31日 - 高速フェリーの運航終了に伴い、この日の運行をもって青森駅～青森港フェリーターミナル間の運行を休止。あわせて「ナッチャン盛岡・札幌きっぷ」（札幌発分は10月30日まで）[5]・「盛岡・函館きっぷ」の発売を終了。
- 2010年（平成22年）4月1日 - 秋北バスが撤退。1日4往復に減便。
- 2011年（平成23年）3月16日 - 同年3月11日に発生した東北地方太平洋沖地震の影響により運休していたが、この日より弘南バスが1往復で運転を再開[6]。
- 2012年（平成24年）12月1日 - 盛岡 - 小坂高校前間および盛岡 - 青森市内間に2回回数券を設定[7]。盛岡駅西口ののりばを23番に変更。
- 2014年（平成26年）8月1日 - 「盛岡・函館きっぷ」の発売再開に伴い、青森駅前～青森港フェリーターミナル間の運行を1往復のみ再開。
- 2019年（令和元年）6月21日 - 運賃改定。4回回数券の有効期間を3ヶ月間に変更[8]。
- 2020年（令和2年）4月24日 - 新型コロナウイルスの影響により、この日より同年5月31日までの予定（のち延長）で1日2往復（各社1往復ずつ）に減便[9][10]。
- 2022年（令和4年）
  - 2月11日 - この日より同年2月28日までの予定で、岩手県北自動車担当便（1往復）が運休[11]。
  - 4月1日 - 岩手県北バス担当便において地域連携ICカード「iGUCA」を導入したと同時に、交通系ICカード全国相互利用サービスによるICカードの利用が可能となる[12]。
  - 12月16日 - 運賃改定。4回回数券と学生割引運賃を廃止[13][14]。
- 2023年（令和5年）
  - 3月31日 - 地域連携ICカードである『iGUCA』（岩手県北バス）の交通ポイント付与について、『iGUCA』で岩手県北バス担当便を利用した場合に限り付与されていたが、この日をもってiGUCAの交通ポイントの付与や利用することを終了[15]。

## 乗車券
- 整理券方式で乗車当日下車時精算。但し、弘南バス運行便は青森市内と盛岡駅からの乗車時に整理券は発券されない。
- JRバス青森駅きっぷうりば自動券売機、JRバス盛岡駅きっぷうりば自動券売機、盛岡駅西口バス待合室内自動券売機で乗車当日に乗車券を発売。
- 盛岡～函館間を当路線と津軽海峡フェリーを乗り継ぐ「盛岡・函館きっぷ」は、盛岡駅東口バス案内所（県北バス窓口）で発売。詳細は運行会社公式HPを参照のこと。

## ICカード
- 岩手県北バス担当便では交通系ICカード全国相互利用サービスによるICカードが利用可能。
- 地域連携ICカードである『iGUCA』（岩手県北バス）の交通ポイント付与に関しては、『iGUCA』で岩手県北バス担当便を利用した場合に限りそれぞれ付与される(2023年3月31日まで)[15]。

## 利用状況
| 年度               | 運行日数 | 運行便数 | 年間輸送人員 | 1日平均人員 | 1便平均人員 |
| ------------------ | -------- | -------- | ------------ | ----------- | ----------- |
| 2002（平成14）年度 | 365      | 4,391    | 48,568       | 133.1       | 11.1        |
| 2003（平成15）年度 | 365      | 4,396    | 50,130       | 137.0       | 11.4        |
| 2004（平成16）年度 | 365      | 4,388    | 50,027       | 137.1       | 11.4        |
| 2005（平成17）年度 | 365      | 4,364    | 48,842       | 133.8       | 11.2        |
| 2006（平成18）年度 | 365      | 4,377    | 49,547       | 135.7       | 11.3        |
| 2007（平成19）年度 | 366      | 4,387    | 50,796       | 138.8       | 11.6        |